# Вжешув
Вжешув (пол. Wrzeszów) — село в Польщі, у гміні Вінсько Воловського повіту Нижньосілезького воєводства.
Населення — 77 осіб (2011).
У 1975-1998 роках село належало до Вроцлавського воєводства.

## Демографія
Демографічна структура станом на 31 березня 2011 року:
|          | Загалом | Допрацездатний вік | Працездатний вік | Постпрацездатний вік |
| -------- | ------- | ------------------ | ---------------- | -------------------- |
| Чоловіки | 38      | 7                  | 27               | 4                    |
| Жінки    | 39      | 12                 | 19               | 8                    |
| Разом    | 77      | 19                 | 46               | 12                   |